# Japán zene
A japán zene a tradicionális zenétől a modernig számos műfajban sok előadót foglal magában. A zene japánul 音楽 (ongaku), az 音 „on” (’hang’) kandzsi és a 楽 „gaku” (’élvezet’) kandzsijából tevődik össze. Japán a legnagyobb zeneipari piac a világon.
A hazai könnyűzene többek között gyakran karaoke bárokban csendül fel, melyek a zenekiadókkal szerződésben állnak. A tradicionális japán zene meglehetősen eltér a nyugatitól, többek között azért, mert ritmusa általában az emberi lélegzetvételen alapul és nem az idő matematikai felosztásán.

## Hagyományos és népzene
Japánban kétfajta zenét tartanak számon, mint legrégebbi tradicionális zenét. Ezek a sómjó (声明 vagy 聲明), azaz Buddhista kántálások, valamint a gagaku (雅楽) azaz udvari zene. Mindkettő a Nara és Heian-korra vezethető vissza. A Gagaku olyan klasszikus zene, amit a Heian-kor óta a császári udvarban adnak elő. Például a Kagura-uta (神楽歌), Azuma-aszobi(東遊) és Jamato-uta (大和歌) mind hazai szerzemények. A Tógakut (唐楽) és komagakut (高麗楽) a kínai Tang-dinasztiától származtatják, feltehetően a Koreai-félszigeten keresztül került Japánba. Ezenkívül a gagaku két fajtája különíthető el: kangen (管弦) (instrumentális) és bugaku (舞楽) (tánc kíséreteként játszott gagaku).
Hagyományos zeneként tartják számon a 13. századból származó honkjokut (本曲 "eredeti dalok"). Ezek kizárólag sakuhacsira (尺八) íródott művek, melyeket a Fuke-szektából származó Zen-buddhista szerzetesek játszottak. Ezek a komuszónak nevezett szerzetesek általában alamizsnáért és megvilágosodás céljából adták elő a honkjokukat. Annak ellenére, hogy a Fuke-szekta a 19. században megszűnt, verbálisan és írásban a honkjoku még ma is létező műfaj, de napjainkban koncerteken és más előadásokon is hallhatóak. A szamurájok is gyakran hallgatták és adták elő e dalokat lelki gyakorlataik során.

## Tradicionális zene

### Biva hósi, Heike biva, mószó és goze

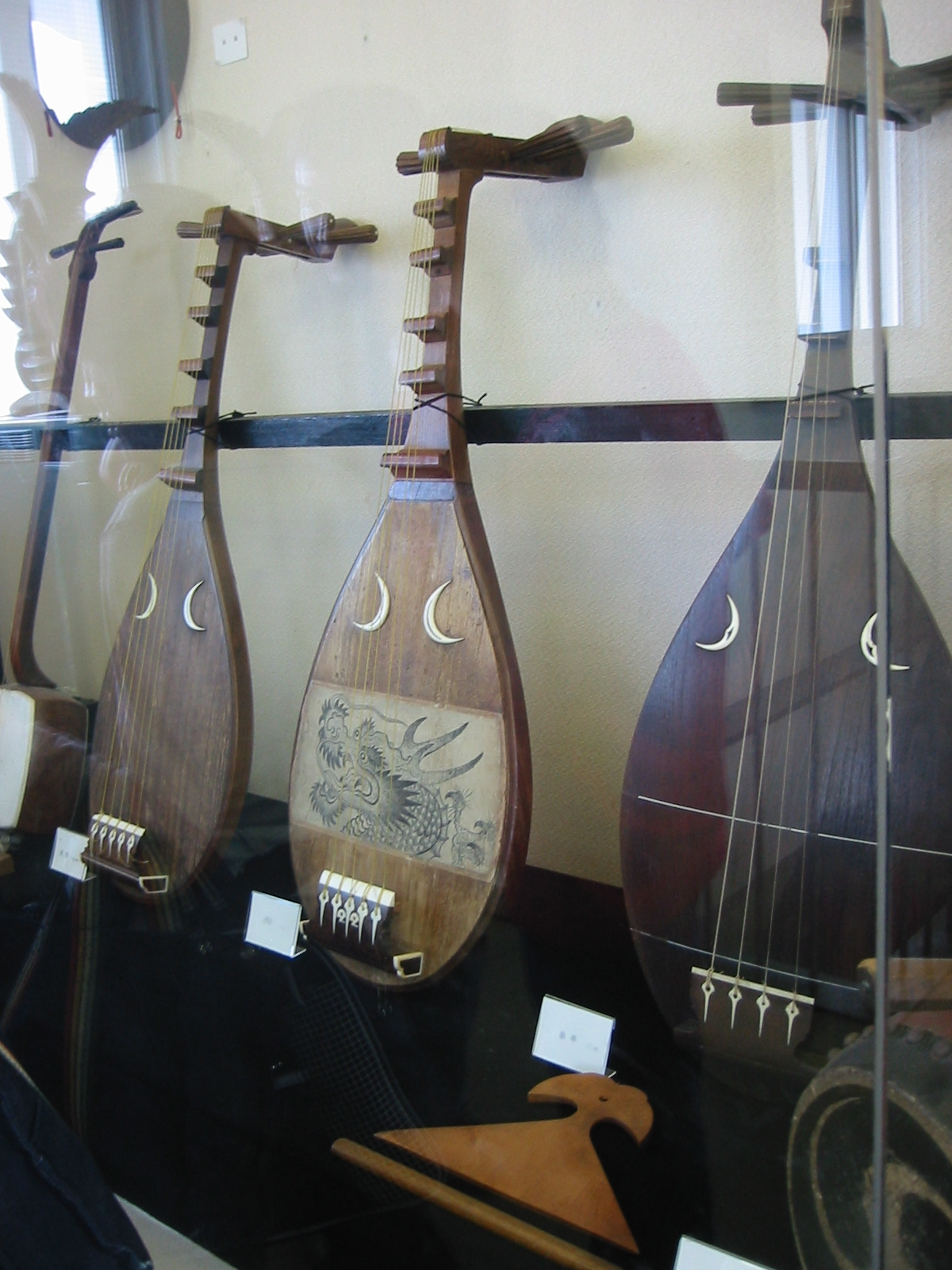
Biva.

A biva (琵琶) egy rövid nyakú lantfajta, amit vándor előadók (biva hósi) (琵琶法師) használtak történeteik aláfestéseként. A leghíresebb ilyen történet a Heike monogatari, ami a Minamotók Taira-klán feletti diadaláról szól. A 13. században a Biva hósik egyesületté (tódó) alakultak melynek tagjai főként látássérült férfiak voltak. Ez az egyesület végül nagyban befolyásolta Japán zenei kultúráját.
Ezenkívül számtalan látássérült zenészekből álló kisebb-nagyobb csoport alakult, főként Kjúsú területén. Ezek a zenészek, más néven mószók (盲僧 ’vak szerzetes’) a helybeli családoknál vallásos szertartásokat vittek véghez, hogy megtisztítsák házukat, valamint hogy jó egészséget és szerencsét hozzanak rájuk. A biva, amit ők játszottak, kevésbé volt ismert, mint a Heike biva, amit a biva hósik adtak elő.
A mószókhoz hasonlóan, a vak és látássérült nőkből álló csoportok, gozék (瞽女) is járták az országot a középkor óta. Ők dobbal kísért énekeket adtak elő. A 17. századtól kezdve gyakran használták a kotót és a samiszent. Gozék a mai Niigata területén alakultak.

### Taiko

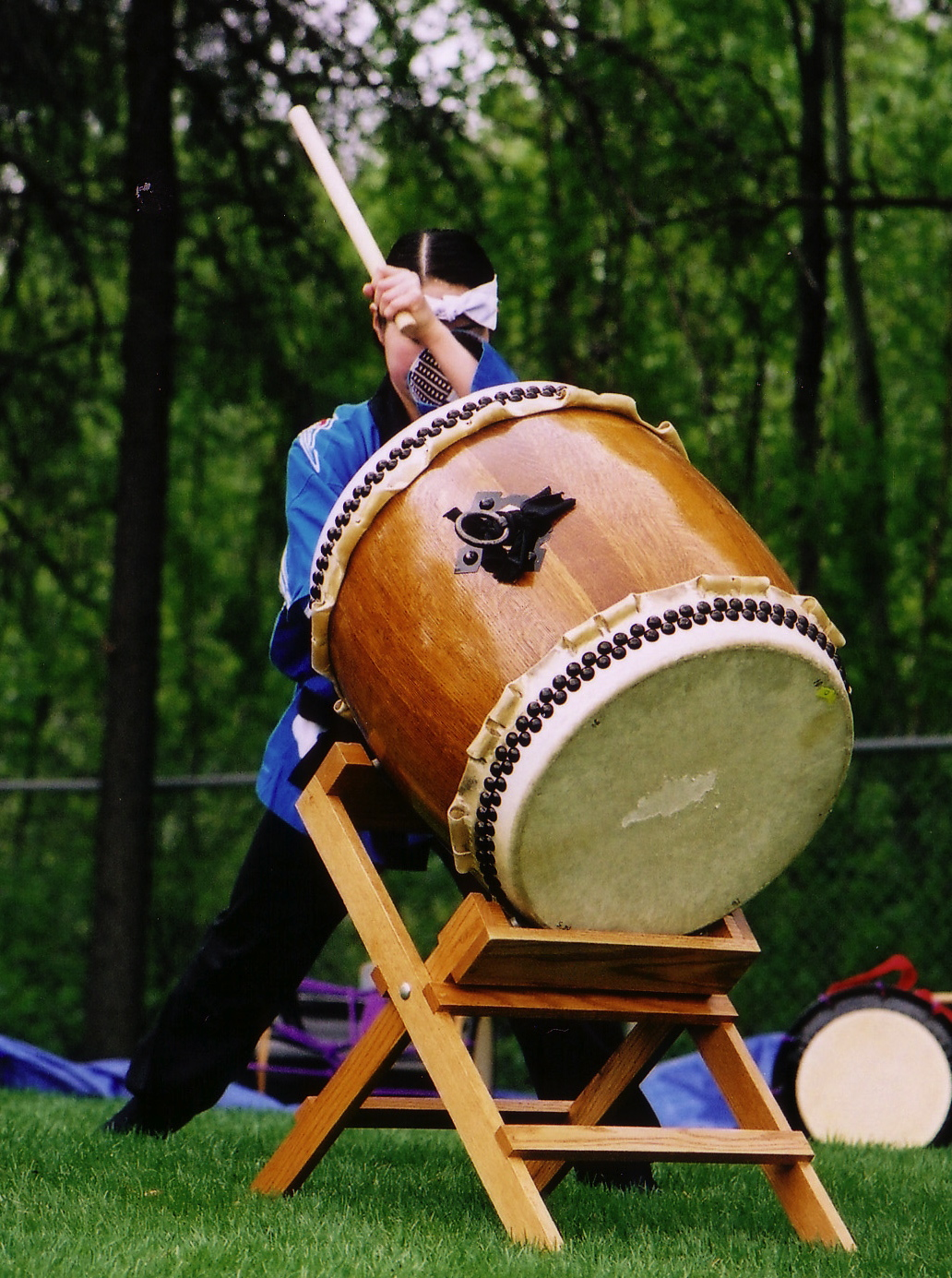
Taiko előadás

A taiko egy japán dob, ami különböző méretekben, több zenei műfajban is használatos. Manapság igen nagy népszerűségnek örvend, mert ez a hangszer alkotja a fő elemét olyan ütőegyütteseknek, melyek repertoárja régi népi és ünnepi zenéken alapul. Olyan hatalmas ütőegyüttesek, mint a kumi-daiko is használják ezt a hagyományos hangszert. Az eredetéről nincsenek pontos adatok, de egy doboló alakot ábrázoló agyagfigura arra enged következtetni, hogy feltehetőleg a 7. században már létezett. A Kínai behatások ellenére a hangszer és az ezen játszott zene teljes mértékben japán. Ebben az időben a csatákban az ellenség megfélemlítésére és parancsok közvetítésére használták. Buddhista és Sintó zenékben mai napig nélkülözhetetlen. Eredetileg csak szent férfiak játszottak rajta, különleges alkalmakkor, kisebb csoportnak, de az idő múltával már a férfiak (néha nők) vallásos és kevésbé vallásos eseményeken is zenélnek vele.
A taiko modern változatát állítólag Ogucsi Daihacsi találta fel 1951-ben. A dzsesszdobos Ogucsi a zenei tudását felhasználva alakított ki több nagyobb dobegyüttest is. Az ő energikussága tette a bandáját híressé Japán-szerte, és Hokuriku területét tette a taikozene központjává. Ebből az időszakból származó ismert Szukeroku Daiko együttes és Kobajasi Szeido. 1969-ből való az Ondekoza nevű együttes, amit Den Tagajaszu alapított. Az Ondekoza olyan fiatal zenészeket gűjtött össze, akik a gyökerek újraélesztésével megújították a taiko zenét. A '70-es években a kormány jelentős összeggel támogatta a japán kultúra védelmét és fenntartását. Emiatt ebben az időszakban számos taiko együttes alakult. Később a taikocsapatok szétszóródtak a világban, főleg az Egyesült Államokban. Modern taikoegyüttes például a Gocoo.

### A min'jó népzene

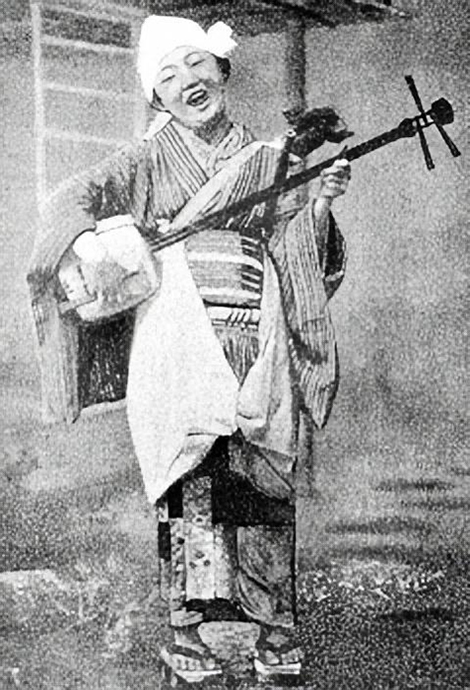
Japán nő népviseletben samiszennel, 1904

A japán népzene, azaz a Minjó négy fő kategóriára osztható fel: munkadalok, vallásos dalok (például szato kagura, ami egyfajta sintó zene), alkalmi dalok (pl. esküvői, temetési), ünnepeken játszott dalok (macuri), főleg Obon), és gyerekdalok (varabe uta).
Az énekeseket általában 3-húrú samiszennel, taiko dobbal és sakuhacsival kísérik. Ezeken kívül kísérheti még, például furulya (sinobue), kis harang (kane), kézi dob (cuzumi) és/vagy egy 13-húros citera (koto). Okinava szigetén a fő hangszer a szansin. Ezek hagyományos japán hangszerek, de ma már modern hangszereket, mint például elektromos gitár, vagy szintetizátor, is használnak, főleg amikor Enka énekesek régi népdalokat dolgoznak fel.
A min'jóval kapcsolatos kifejezések közül érdemes megemlíteni az ondot, busit, bon utat és a komori utat. Az ondo kifejezést olyan dalok leírására használják, amelyekben előfordul egy sajátos lejtés, ami negyed ütemhez hasonló. Az Obon fesztiválon hallható népdalok nagy valószínűséggel ondo dalok. A busi egy olyan dal, ami egyedi dallammal bír. A busi szó jelentése is dallam, ritmus. Ritkán használatos önmagában a szó, általában helyre, személynévre, foglalkozásra, stb. utaló előtaggal van ellátva. A bon uta, ahogy a nevében is látszik, Obon ünnepre (lámpás fesztivál, halottak ünnepe) szánt dalokat jelenti. A komori uta gyermekeknek szánt, altató dalokat foglal magába. A népdalok címeiben általában megtalálható valamelyik kifejezés. Például: Tokió Ondo, Kusimoto Busi, Hokkai Bon Uta, és Icuki no Komoriuta.
Sok dalra jellemző a bizonyos szótagok kihangsúlyozása, valamint a magas kiáltások (kakegoe). A kakegoe általában ujjongás, de a min'jókban gyakran a kórus részét képezik. Számos kakegoe létezik, térségenként változnak. Az okinavai minjókban gyakrabban lehet hallani a "ha ija szasza!" kiáltást, ezzel szemben Japán nagyobb részén nagyobb a valószínűsége annak, hogy "a joisó!", "szate!" vagy "a szore!" kiáltásokat halljuk. Egyéb ujjongás például a "donto koi!" és a "dokoisó!"

### Okinavai népzene
Umui, vallásos dalok, sima uta, táncdalok, és, főleg a kacsaasí, élénk ünnepi dalok, mind népszerűek voltak.
Az okinavai népzene több szempontból is különbözik Japán főszigetének népzenéitől.
Elsősorban abban tér el, hogy míg a főszigeten simaszennel kísérik az éneket, okinavában ezt a hangszert felváltja a szansin. Okinavai hangszer többek között a szanba (kasztanyettához hasonló hangot képez), taiko és az éles, ujjal való fütyülés, úgynevezett jubi-bue (指笛).
Másodsorban pedig a hangtónusában tér el.

### Tradicionális hangszerek
- Biva (琵琶)
- Fue (笛)
- Hicsiriki (篳篥)
- Hoccsiku (法竹)
- Hjósigi (拍子木)
- Kane (鐘)
- Kakko (鞨鼓)
- Kokjú (胡弓)
- Koto (琴)
- Niko (二胡)
- Okava (azaz Ócuzumi) (大鼓)
- Rjúteki (竜笛)
- Szansin (三線)
- Sakuhacsi (bambusz furulya) (尺八)
- Samiszen (三味線)
- Sime-Daiko (締太鼓)
- Sinobue (篠笛)
- Só (笙)
- Szuikinkucu (víz citera) (水琴窟)
- Taiko (pl.: vadaiko) 太鼓～和太鼓
- Cuzumi (鼓) (azaz Kocuzumi)

## Nyugati zene megérkezése

### Tradicionális popzene
A Meidzsi-restauráció után kezdtek megjelenni a nyugati zenei darabok. Egy Iszava Súdzsi nevű bürokrata olyan dalokat állított össze, melyekben pentatónikus dallamot használt. Nyugati zenék, főleg katonai indulók, hamar népszerűek lettek Japánban. Ebben az időben két lényeges zenei típus alakult ki: a sóka, amiket azért komponáltak, hogy az iskolákba bekerüljön a nyugati zene, és a gunka, amik japán elemeket tartalmazó indulók. Ahogy Japán a képviseleti demokrácia felé haladt a 19 század vége fele, a vezetők énekeseket alkalmaztak, akiknek az volt a dolguk, hogy az ő üzeneteiket dalban közvetítsék és minél több példányt adjanak el, mivel a vezetőknek ebben az időszakban tilos volt beszédet tartaniuk nagy nyilvánosság előtt.
Oszakában a 19. század végén egyre elterjedtebbé vált az utcasarki éneklés (rókjoku), az utcai zenészeket enka-sinek nevezték. Ily módon vált híressé Japán első két sztárja, Josida Naramaru és Tócsúken Kumoemon.

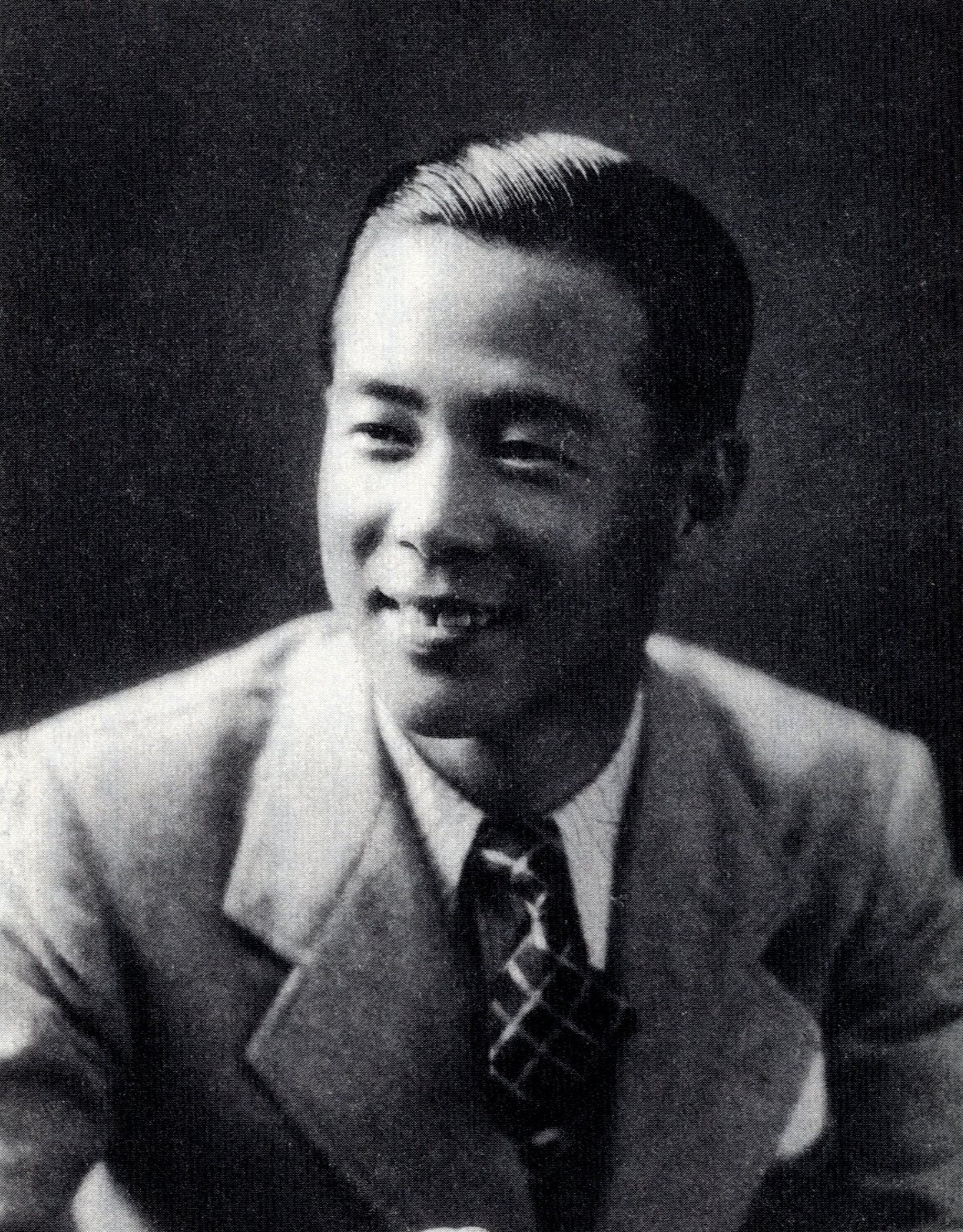
Fudzsijama Icsiró, rjúkóka énekes

A nyugatias popzenét kajókjokunak nevezik, amiről úgy tartják, hogy először Tolsztoj Feltámadás című regényét feldolgozó színpadi előadáson lehetett hallani. A dal a Nakajama Sinpei által komponált "Kacsúsa no uta" volt, amit Macui Szumako adott elő 1914-ben. Ez hamarosan a legtöbbet eladott zenei művé vált Japánban.
A nyugati elemeket átvevő Rjúkóka, a háború előtti időszakban került igazán be a köztudatba. Ekkor lett híres Fudzsijama Icsiró, japán énekes.
A szupersztár, Miszora Hibari megjelenésével a kajókjoku hatalmas iparrá nőtte ki magát. Ezt a műfajt a japán tradíciókhoz kötötték, míg a nyugatias, modern zenei stílust japán popnak (egyszerűbben JPop) nevezték. Emellett az 1950-es években a latin zene is nagy népszerűségnek kezdett örvendeni. Ekkor fejlődött ki a tangó japán verziója, a dodonpa.
Az enka zene, hagyományos elemekkel keveredve főleg a háború utáni időszakban vált népszerűvé. Híres enka énekesek: Miszora Hibari, Kitadzsima Szaburó, Josi Ikuzó és Hikava Kijosi.

### Művészeti zene

#### Nyugati klasszikus zene
A nyugati klasszikus zene Japánban erőteljesen jelen van, mi több, ebben az országban a legnagyobb az érdeklődés e stílus iránt. Leghíresebb japán zeneszerző ebben a műfajban Takemicu Tóru, valamint híres japán karmester Ozava Szeidzsi. Fudzsiko Hemming a népszerű zongorista, 1999 óta, CD-it millió számban adta el. Többek között Liszt Ferenc és Frédéric Chopin szerzeményeit is játssza. A Tokyo Kosei Wind Orchestra, a világ egyik vezető fafúvós együttese, is Japánból származik.
Ez a műfaj csak a 19. század második felében jelent meg Japánban, ezután viszont beolvasztották saját kultúrájukba.
Nagyobb zenekarok:
- Gunma Symphony Orchestra
- Hiroshima Symphony Orchestra
- Hyogo Performing Arts Center Orchestra
- Japan Philharmonic Orchestra
- Kanagawa Philharmonic Orchestra
- Kyoto Symphony Orchestra
- Kyushu Symphony Orchestra
- Nagoya Philharmonic Orchestra
- New Japan Philharmonic
- NHK Symphony Orchestra
- Orchestra Ensemble Kanazawa
- Osaka Philharmonic Orchestra
- Sapporo Symphony Orchestra
- Tokyo Metropolitan Symphony Orchestra
- Tokyo Philharmonic Orchestra
- Tokyo City Philharmonic Orchestra
- Tokyo Symphony Orchestra
- Yamagata Symphony Orchestra
- Yomiuri Nippon Symphony Orchestra

#### Dzsessz
A dzsessz egészen a '30-as évektől kezdve jelen van Japánban, de a II. világháborúban az ellenség zenéjének tartották. E műfaj szempontjából is jelentős a Japán felvásárlópiac. Előfordulnak olyan felvételek, melyek Európában, vagy Amerikában nem, de a szigetországban fellelhetőek.[forrás?] Számos japán dzsessz előadó vált híressé az évek során, mind Japánban, mind nyugaton. Ilyen zenészek például: Dzsune (japán születésű), Dan (3. generációs amerikai) és Vatanabe Szadao.[forrás?]
Mostanában[mikor?] egyre nagyobb népszerűségnek örvend a fiatalok körében a klub dzsessz, azaz nu-dzsessz.[forrás?] Hazai, ismert DJ-k: Nozaki Rjóta (Jazztronik), a testvérpár, Okino Súja és Okino Josihiro a Kyoto Jazz Massive tagjai, valamint Macuura Tosio (alapító tagja a United Future Organization-nek). Érdemes megemlíteni DJ Sundai Macuo nevét, aki a híres, Beppu városában, havonta megrendezésre kerülő esemény, a Creole megálmodója. Emellett néhány nu-dzsessz zenész is változást hozott a japán dzsessz világába: Sleepwalker,  GrooveLine, és Soil & "Pimp" Sessions.[forrás?]
Új[mikor?] dzsessz bandák és dzsessz zenészek: Ego-Wrappin', Sakerock, Ótomo Josihide és Haino Keidzsi.[forrás?]

## Populáris zene

### J-Pop

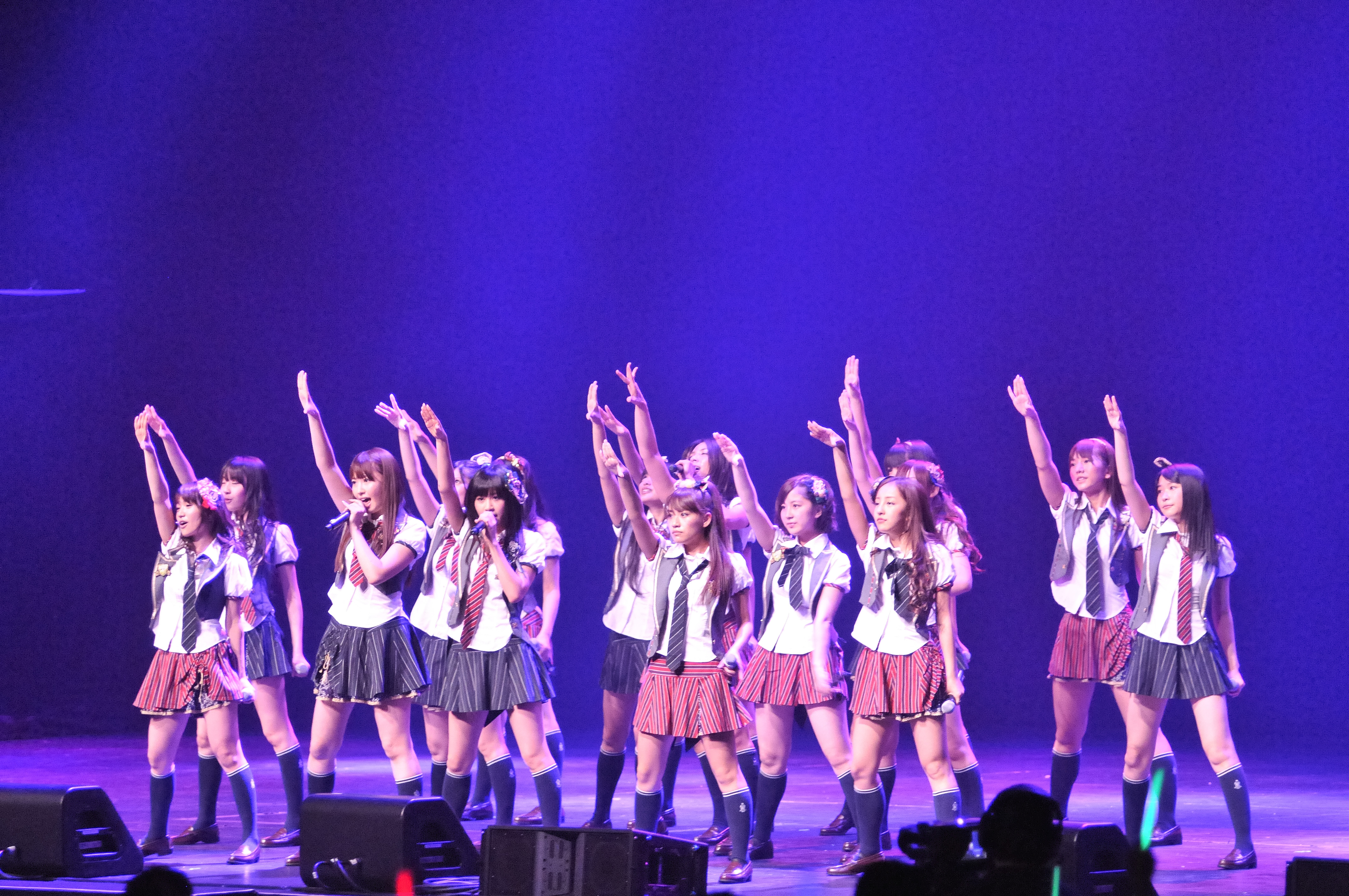
AKB48, a Japán idol lánycsapat, több mint 30 millió lemezt adtak el.

A japán pop, röviden J-pop, nehezen körbeírható műfaj, ami az 1990-es években került be a japán köztudatba. A modern j-pop gyökerei az 1960-as évekre nyúlnak vissza, olyan rock és pop együttesek befolyása érzékelhető, mint a The Beatles. Ez később olyan bandák megjelenéséhez vezetett, mint a Happy End, ami a rockot japán zenével ötvözte. A J-popot nagyban meghatározó New wave bandák az 1970-es években alakuló Yellow Magic Orchestra és Southern All Stars Idővel a kajókjokut felváltotta a J-pop.
Az úgynevezett japán idol előadók a mai japán zenei ipar jelentős részét képezik. Lány és fiúbandák rendszerint a top-listák élén vannak. Ismert idol csapatok: az AKB48 nevű lánybanda, akik 2010 óta, a legtöbbet eladott lemez címet évente magukénak tudják, valamint a fiúbanda, Arashi, ők 2008-ban és 2009-ben kiérdemelték a legtöbbet eladott kislemez címet.

#### Tánc- és diszkózene
1984-ben Michael Jackson Thriller című albuma volt az első nyugati lemez, amiből több mint 1 milliót eladtak. Az ő stílusa mintegy példaként szolgál a japán tánc- és diszkózenei előadóknak. Így vált ismert lemezkiadóvá az Avex Group és a Johnny & Associates.
Az Avex Trax 1990-ben adta ki első részét a Super Eurobeat című lemez sorozatának, ezzel megalkotva a csoporttánc (Para Para) alapjait. Míg az Avexszel szerződésben levő előadók, például Hamaszaki Ajumi és az Every Little Thing, az 1990-es években befutottak, a századforduló körül egyre több új eladó szerzett ismeretséget magának. Ekkor debütált többek között Hikaru Utada és a Morning Musume. Hikaru Utada első albuma, a First Love, több mint 7 millió példányban kelt el, ezzel a legtöbb példányban eladott albummá vált. Emellett Hamaszaki Ajumi időközben a legkeresettebb szólóénekesnővé vált egész Japánban és a Morning Musume a mai napig Japán popiparának legismertebb lánycsapata.

### Rock
1960-as években sok japán rockbanda hangzását befolyásolta például a The Beatles, Bob Dylan és a Rolling Stones. Később John Lennon vált a legnépszerűbb külföldi zenésszé Japánban. Az ilyen behatásokat követően jött létre, az 1960-as évek közepén hódító japán rock alműfaja, a Group Sounds (G.S.) .[forrás?] A Group Sounds sikere után megannyi zeneszerző futott be ebben a műfajban. Az első jelentős előadó Okabajasi Nobujaszu volt.[forrás?] Takada Vataru neve is szorosan fűződik e műfajhoz. Mindketten japán szöveget írtak dalaikhoz, de hangzásban az amerikai folk-zene elemeit használták. A The Tigers volt a legnépszerűbb Group Sound együttes abban az időben. Később a The Tigers, The Tempters és a The Spiders tagjai alapították meg a supergroup Pyg-t.
Az eredeti japán folk rock az 1960-as években alakult ki.[forrás?] Olyan előadók tartoznak ebbe a műfajba, mint a Happy End együttes, mely a folk rock megjelenésében nagy szerepet játszott Japánban. Ahogy a népszerűsége nőtt e műfajnak az 1970-es években, több együttes is befutott, például az okinavai Champloose, Carol (Jazava Eikicsi vezetésével). Híressé vált még Harada Sindzsi és az RC Succession. [forrás?] Valamikor a '60-as évek végén, '70-es években jellemző volt, hogy a rock zenét amerikai folkkal és pop elemekkel elegyítették, ezt a fajta zenét nevezték Japánban folknak, leginkább az akusztikus gitár használata miatt. Ehhez tartozó együttesek: Off Course, Tulip, Alice (Tanimura Sindzsi vezetésével), Kagujahime, Banban, és a Garo. Szólóelőadók: Inoue Jószui, Yuming, és Iruka. Később csapatok, mint a Kai Band (Kai Josihiro vezetésével) és a korai Southern All Stars is csatlakoztak ehhez a stílushoz.

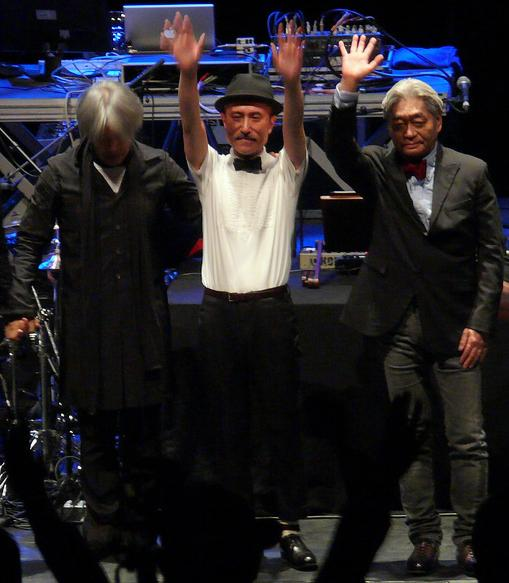
Yellow Magic Orchestra

Az 1970-es évek elején sok előadó az elektronikus rockkal kezdett kísérletezni. A legfigyelemreméltóbb zenész, akit világszerte elismertek Tomita Iszao, 1972-ben megjelent albumán az Electric Samurai: Switched on Rock-on az elektromos szintetizátor hangját korabeli rock és pop elemekkel társította. Más korai elektronikus rock lemezek közül jelentős Inoue Jószui folk rock és pop rock albuma az Ice World (1973), valamint Kitadzsima Oszamu progresszív psychedelic rock albuma, a Benzaiten (1974). Közreműködött mindkét albumnál Hoszono Haruomi, aki később megalapította a"Yellow Magic Band"-t (idővel Yellow Magic Orchestra-ként vált ismertté) 1977-ben.
Az 1980-as években egyre több alternatív rock banda jelent meg, például Shonen Knife, Boredoms, The Pillows és Tama & Little Creatures és a hagyományos rockot képviselő Glay. 1980-ban Huruoma és az amerikai előadó, Ry Cooder, Kina Sókicsi közreműködésével elkészítettek egy rock albumot, amely az okinavai Champloose együttes kezdetét jelentette. Őket követte a Sandi & the Sunsetz nevű csapat, mely tovább ötvözte a japán és okinavai zenék jellegét. A manapság egyre népszerűbb Visual kei stílus is ebben az időszakban kezdett hódítani, a japán metál- és rockbandáknak köszönhetően. A stílus ikonjaiként ismert előadók, mint az X Japan, a Buck-Tick, a Luna Sea, a Malice Mizer vagy Miyavi mai napig óriási népszerűségnek örvendenek, mind Japánban, mind külföldön.
1990-ben, rock zenészek, B'z, Mr. Children, Glay, Southern All Stars, L'Arc-en-Ciel, Tube, Spitz, Wands, T-Bolan, Judy and Mary, Asian Kung–Fu Generation, Field of View, Deen, Ulfuls, Lindberg, Sharam Q, The Yellow Monkey, The Brilliant Green és a Dragon Ash jelentős kereskedelmi sikereket értek el.[forrás?] B'z a legkelendőbb a japán zenei toplisták (Oricon) szerint.[forrás?] Ezt követi a Mr. Children.[forrás?] A visual kei bandák közül, az időközben visszafogottabb ruhákban performáló Luna Sea továbbra is nagy népszerűségnek örvend, ahogy a Malice Mizer, La'cryma Christi, Shazna, Janne Da Arc, és a Fanatic Crisis is jelentős kereskedelmi sikereket vitt véghez az 1990-es évek végén.[forrás?]

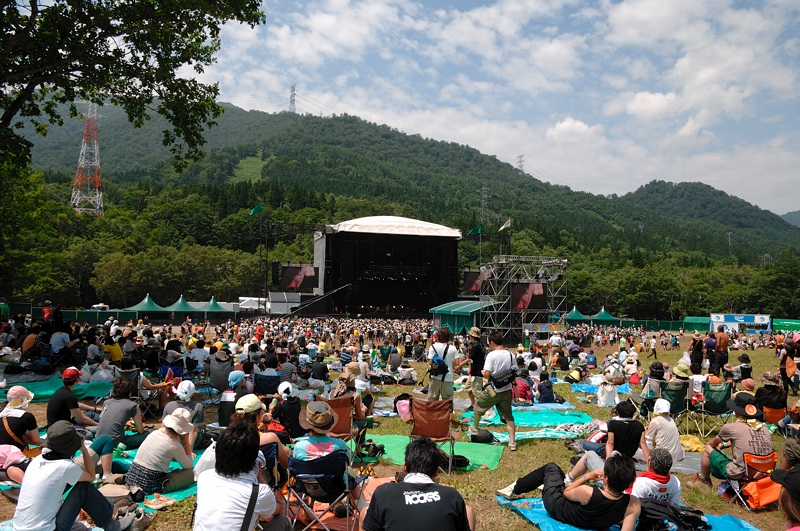
Green Stage a Fuji Rock Fesztiválon

Az első Fudzsi Rock Fesztivál 1997-ben nyitotta meg kapuit. Ezután 1999-ben a Rising Sun Rock Festival, majd 2000-ben a Summer Sonic Festival és a Rock in Japan Festival kerültek megrendezésre. Bár a 2000-es évek rock-világa nem volt olyan jelentős, mégis újabb együttesek is befutottak, például a Bump of Chicken, ONE OK ROCK, Sambomaster, Flow, Orange Range, Remioromen, Uverworld, Radwimps és az Aqua Timez. Az Orange Range hiphopelemeket kever rock zenével. Bandák, mint a B'z, Mr. Children, Glay, és L'Arc-en-Ciel továbbra is top listák élén maradtak.
A japán rock dinamikus underground rock színtérrel rendelkezik,[forrás?] ezt főleg a nemzetközileg noise rock bandákként elhíresült csapatok mint, a Boredoms és Melt Banana, a stoner rock zenét játszó bandákkal mint, a Boris és alternatív előadókkal, mint a Shonen Knife, Pizzicato Five and The Pillows alkotják. Sikereket értek el Japánban a hagyományos indie rock főbb képviselői: Eastern Youth, The Band Apart és a Number Girl [forrás?], de nemzetközi rajongótáboruk elenyésző. Kiemelkedő indie rock előadók a Mono és a Nisennenmondai.

#### Punk rock / alternatív
Korai japán punk rock együttesek: SS, The Star Club, The Stalin, Inu, Gaseneta, Bomb Factory, Lizard, Friction és a The Blue Hearts. A japán punk világát megörökítette filmen Isii Szógo, címe Burst City (1982). Rengeteg punk zenész vett részt a forgatáson. 1980-ban kezdtek megjelenni olyan hardcore bandák, mint a GISM, Gauze, Confuse, Lip Cream és a Systematic Death. Jellemző volt a crossover elemeket beleszövése a rock zenébe.[forrás?] Viszonylag jelentős számban voltak jelen az alternatív/post-punk/new wave előadók: Aburadako, P-Model, Ucsóten, Auto-Mod, Buck-Tick, Guernica, Yapoos, G-Schmitt, Tocuzen Dan-ball és Jagatara. Noise/industrial együttesek: Hidzsókaidan és Hanatarasi.
1990-es és 2000-es évek Ska-punk bandái a Shakalabbits és 175R (kiejtve "inago rider").

### Heavy metal
Heavy metal bandák szívesen fordulnak meg Japánban, sok live album készül el itt, például Judas Priest Unleashed in the East, Iron Maiden Maiden Japan, Deep Purple Made in Japan, Michael Schenker Group One Night at Budokan és Dream Theater Live at Budokan.
1970-es években kezdett a heavy metal stílus megjelenni Japánban, élén az 1975-ben Jamamoto Kjódzsi által alapított Bow Wow nevű bandával, valamint az 1981-es alapítású Loudness, amit a gitáros Takaszaki Akira alapított. Bár léteztek egyéb együttesek is, például Earthshaker, Anthem és 44 Magnum, a debütáló albumokat csak a '80-as évek közepén kezdték árusítani, amikor a heavy metal egyre kezdett beszivárogni a köztudatba. Az első tengerentúli koncertet a Bow Wow adta Hong Kongban 1978-ban, majd Svájcban a Montreux-i Jazz Fesztivál-on és Angliában a Reading Festival nevezetű eseményen is felléptek 1982-ben. 1983-ban Loudness nevű banda körbeutazta az Egyesült Államokat és Európát és igyekezett nemzetközileg is helytállni. 1985-ben végül elsőként szerződtek le japán bandaként egy jelentős Egyesült Államokbeli lemezkiadóhoz. Az 1985-ös Thunder in the East, és az 1986-os Lightning Strikes című albumuk a Billboard 200 nevű toplistán 74. és 64. helyen, míg a japán Oricon toplistán 4. helyen végeztek. Az 1980-as évek végéig mindössze két japán együttesnek jelent meg albuma az USA-ban, az Ezo-nak és a Dead End-nek. Ebben az időben kevés együttesnek volt női tagja, de léteztek csak női tagokból álló bandák is, ilyen a Show-Ya, Terada Keiko vezetésével, és a Terra Rosa. 1989 szeptemberében kiadott, Show-Ya album, az Outerlimits 3. helyen végzett az Oricon listán. Számos heavy metal együttes a '80-as évek végén érte el a zenei csúcsot, de rengeteg feloszlott a '90-es évek közepére.

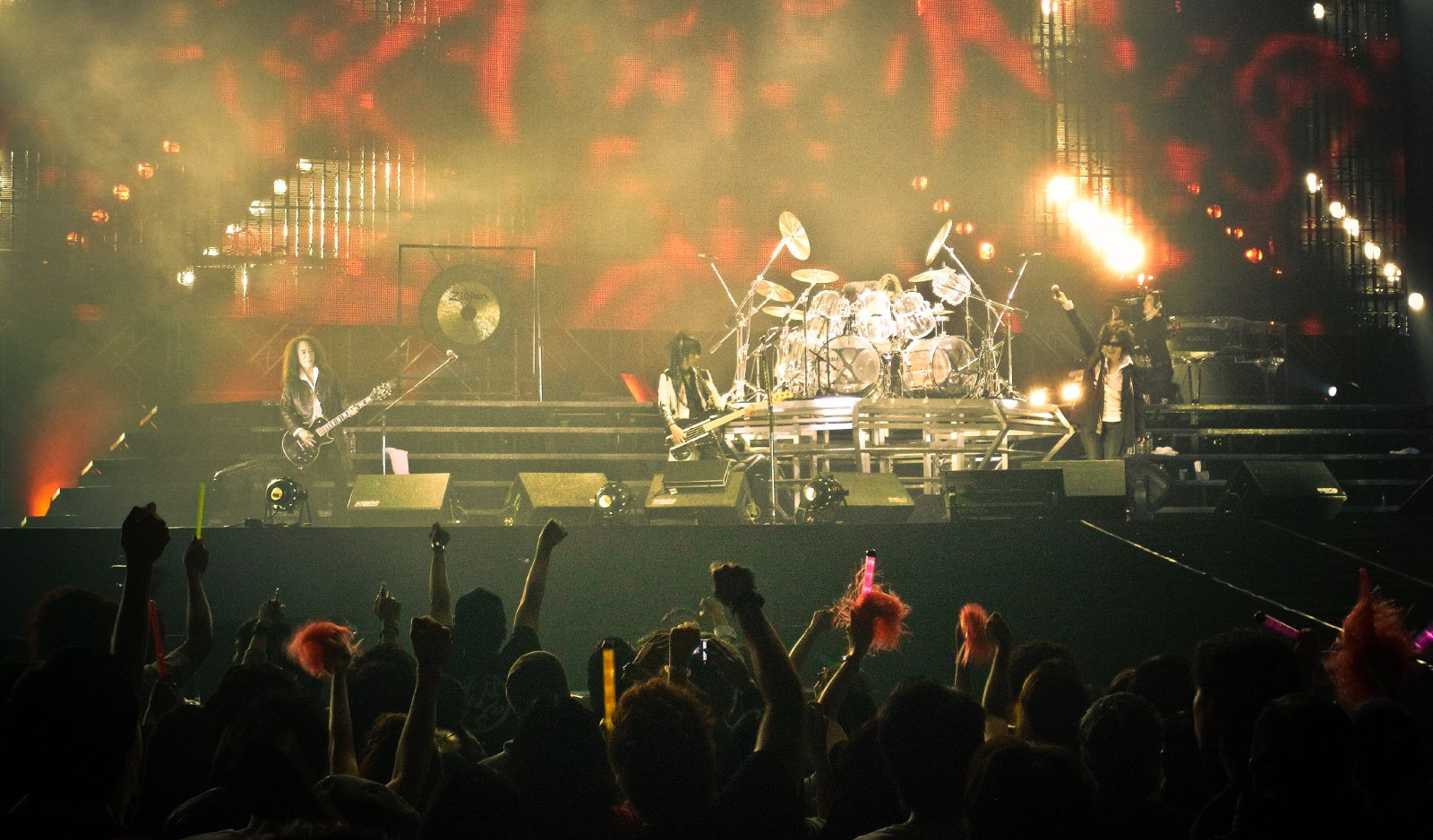
Az első visual kei stílusú együttes, az X Japan hongkongi koncertjükön, 2009-ben, a 2007-es visszatérésük után.

Az első japán glam metal együttesek 1982 körül alakultak. A műfaj kiemelkedő alakjai voltak: a Seikima-II, akik Kabuki-inspirálta sminkben léptek fel, valamint a visual kei stílus egyik alapítója, az X Japan, ami az évek során japán legfelkapottabb metál bandájává vált. 1985-ben, Seikima-II albuma, a Seikima-II - Akuma ga Kitarite Heavy Metal, bár 48. lett az Oricon listán, több mint 100,000 példány kelt el belőle, ezzel egyedüli teljesítményt értek el a japán metál bandák között. Rendszerint az albumaik az első tíz helyen szerepeltek az 1990-es évek közepéig. 1989 áprilisában, az X Japan második albuma, a Blue Blood megjelenése után 6. helyen végzett a listákon, és 108 hét alatt több, mint 712,000 példányt sikerült eladni belőle.. A harmadik és egyben legkelendőbb albumuk, a Jelaousy, 1991 júliusában jelent meg; a zenei listák élére került és több, mint 1.11 milliót adtak el belőle. Később még két elsőszámú albumot, Art of Life és Dahlia címmel, valamint egy kislemez összeállítást X Singles címmel, adtak ki. Mindhárom kiadvány több, mint félmillió példányban kelt el. Miután az együttes a tizenharmadik, top 5-ben végző kislemezét kiadta, 1997-ben feloszlott.

#### Extrém metal
Amerikai és európai hullám hatására alakultak extreme metal bandák japánban, ismeretséget azonban csak az 1990-es években szereztek, de, mint ahogy nyugaton is, Japánban is underground stílusként terjedt el.[forrás?] Az első thrash metal együttesek a '80-as évek kezdetén alakultak, például a United, akik death metal elemekkel gazdagított zenét játszottak, valamint az Outrage. United első külföldi koncertje 1995 szeptemberében, Los Angelesben, a "Foundations Forum" nevű metál fesztiválon volt, ezt követően néhány albumuk az Egyesült Államokban is megjelent. Az 1980-as alapítású Doom, 1988 októberében adott koncertet az USA-ban megrendezésre kerülő CBGB-n, majd aktív évei után a banda 2000-ben feloszlott.
Az első black metal együttesek közül a Sabbat, mai napig aktív, a Bellzlleb pedig a '90-es évek elején oszlott fel. Kiemelkedő black metal együttes még a Sigh.
A Doom metal is stabil rajongótábort szerzett magának Japánban. A két legismertebb doom metal együttes a Church of Misery és a Boris, Japánon kívül is népszerűek.

### Hiphop
A hiphop még fiatal stílusnak számít Japánban. Amikor megjelent, sokan úgy vélték hamar kimegy a divatból, ennek ellenére sok évig megmaradt, és mai napig jelen van. Japán rapperek csak a '80-as években lettek nemzetközileg is elismerve. Ezt legfőképp az okozta, hogy a zenei világ szerint, "a japán mondatokat képtelenség olyan ritmusra formálni, mint amilyet az amerikai rap megengedhet magának" Meghatározott struktúrája van az iparágnak, amit úgy neveznek, hogy "The Pyramid Structure of a Music Scene", azaz a piramis felépítése, az adott műfajnak. Ahogy Ian Condry mondta, "ha úgy vizsgáljuk a zenei világot, mint egy piramist, akkor újabb szempontok tárulnak elénk, mik segítenek megérteni a különböző szintek és sikerek jelentőségét." A szintek a következők (legalacsonyabbtól a legmagasabbig): rajongók és potenciális zenészek, előadóművészek, indie előadók, neves kiadóknál lévő előadók, és mega-hit sztárok. Ezek a szintek tisztán elkülöníthetők a genbákban, avagy nightklubokban. Különböző "családokból" származó rapperek adnak elő a színpadon. A család lényegében olyan rapper-csapatokat tartalmaz, akik egy-egy nagyobb, híresebb Tokiói előadó pártfogoltjai. Nekik "kulcsfontosságú szerepük van abban, hogy megértessék a stílusokban előforduló különbözőségeket a csapatok között." A nightklubokban a hiphoprajongók kezében van az irányítás. Ők a bírák, esetleges rap párbajoknál ők döntik el ki a győztes. Tökéletes példa erre a major kiadónál levő rapper, Dabo és az indie előadó Kan párbaja. Kan kihívta Dabot, miközben ő épp a fellépése közepén tartott. Másik fontos szerepe a nightkluboknak ebben az időben, hogy megmutatta "a műfaj nyitottságát és, hogy milyen törékenyek a határok".

### Elektropop és klub zene
Az 1970-es és '80-as években a technopop hódításakor vált sikeressé az elektronikus popzene.[forrás?] A műfaj korai alakjai a Yellow Magic Orchestra, Szakamoto Rjúicsi és Hoszono Haruomi. A technopop műfajába tartozó művészeket nehéz meghatározni. A new wave P-Model nevű banda, és a The Plastics mellett a szimfonikus technót előadó Yellow Magic Orchestrát is idesorolják. E műfaj népszerűsége ahhoz vezetett, hogy sok a '70-es években befutott akusztikus előadó átváltott erre a műfajra, például: Ónuki Taeko és Jano Akiko, valamint idol producerek elkezdték elektronikus elemekkel gazdagítani énekeseik dalait.[forrás?] Az 1990-es években alakuló, Denki Groove és Capsule a mai napig a japán elektronikus zene ikonjaiként vannak számon tartva. Nakata Jaszutaka, a Capsule tagja maga is közrejátszott a mai népszerű elektropop előadók pályafutásának sikerében. Nemzetközi sikereket ért el így a Perfume és a kavai haradzsuku stílus nagykövete, Kyary Pamyu Pamyu.

### Roots/tradicionális zene
Az 1980-as évek végén, tradicionális zenét játszó együttesek, többek között a Shang Shang Typhoon és The Boom. Kiemelkedő kereskedelmi sikereket ért el ebben a műfajban az okinavai Nenes és Kina. Ez vezetett az okinavai zene újbóli hódításához, a hirtelen népszerűséget szerző Rinkenband vezetésével. Újabb bandák kerültek elő, és tértek vissza a tradicionális zenei színtérbe: Champluse és a Kina, Kavacsija Kikuszuimaru vezetésével.

### Latin, reggae és ska zene
Indonézia, Jamaica zenéje, az afrikai és latin zene is népszerűvé vált. A latin zene japán képviselője az Orquesta de la Luz (オルケスタ・デ・ラ・ルス), nevű együttes. A jamaicai reggae és ska műfajban is találunk szigetországi előadókat, például Mice Teeth, Mute Beat, La-ppisch, Home Grown és Ska Flames, Determinations, valamint, Tokyo Ska Paradise Orchestra.

### Noise zene
Japán zeneistílus a noise music. Az innen származó noise zene a Japanoise. Legjelentősebb képviselője Akita Maszami projektje, a Merzbow.

### Theme zene(betétdal?)
Ezek a zenék direkt a filmek, animék (aniszon (アニソン)), tokuszacuk, és japán televízió sorozatok számára íródnak. Mára már külön műfajjá nőtte ki magát, sok előadó az ilyen dalok írására összpontosít és karrierjét filmzenék és egyéb betétdalok készítésének szenteli. E műfaj képviselői: Simon Maszato (jelenleg tartja a világrekordot a "legsikeresebb kislemez Japánban" kategoriában az "Ojoge! Taijaki-kun" zenéjéért), Mizuki Icsiró, a JAM Project összes tagja, Kusida Akira, Szaszaki Iszao, és Horie Micuko. Jelentős theme-zeneszerzők: Hiszaisi Dzsó, Ósima Micsiru, Kanno Jóko, Szahasi Tosihiko, Kadzsiura Juki, Nakagava Kótaró és Hajasi Júki.

### Játék zene
Az első videójátékok még csak kezdetleges, úgy nevezett Chip hangokkal rendelkeztek. A technika fejlődésével hatalmas minőségi változás következett be. Az első játék, ami áttörést jelentett a zenéje miatt, a Xevious. Ezek után rengeteg szebbnél szebb zenét szereztek videójátékokhoz, de ezek közül is kiemelkedő a Dragon Quest. Szugijama Kóicsi, aki több anime és TV műsor, (pl.: Cyborg 009) valamint olyan filmek, mint a Godzilla vs. Biollante zenéjéért felelős, puszta kíváncsiságból kóstolt bele a játékzenék világába és be is bizonyította, hogy videójátékoknak is ugyanúgy lehet komoly háttérzenéje. Az ő jelenléte előtt gyakran programozók kényszerültek zenét szerezni, ezért nem is tulajdonítottak nagy jelentőséget a játékok fejlesztése közben a zenének. Technológiai korlátok ellenére Szugijama olyan zenét dolgozott ki, amit nem unt meg a játékos órák után sem.
Kiemelkedő alak ebben a műfajban Uemacu Nobuo. A Final Fantasy, játéksorozat zenéjét szerző Uemacu műveit zenekarok is játsszák. 2003-ban a rock-alapú dallamait, még eredeti MIDI formátumban felhasználva megalkotta a The Black Mages-t.
Micuda Jaszunori az egyik legismertebb játék-zeneszerző. Ő írta többek között a Xenogears, Xenosaga Episode I, Chrono Cross, és Chrono Trigger játékok zenéjét.
Kondó Kódzsi, a Nintendo zenei menedzsere is kiemelkedő a műfaj világában. Ismertséget számára a Zelda és Mario betétdalok jelentettek.
Szenoue Dzsun a Sonic the Hedgehog zenéjét szerezte és ezzel vált ismertté. Ezenkívül a Crush 40 gitárosa, ami a Sonic Adventure, Sonic Adventure 2, Sonic Heroes, Shadow the Hedgehog, és Sonic and the Black Knight, valamint egyéb Sonic játékok betétdaláért felelős.
Szakuraba Motoi szerezte a Tales of series, Dark Souls, Eternal Sonata, Star Ocean, Valkyrie Profile, Golden Sun, és a Baten Kaitos, és számos Mario sports játék zenéjét.
Kosiro Júzó munkája is jelentős ebben a műfajban. Olyan játékok zenéjét szerezte, mint a Revenge of Shinobi és a Streets of Rage.
A techno/trance csoport, az I've Sound a eroge betétdalával szerzett magának hírnevet, majd az anime zenék világában is kipróbálva magukat nemzetközileg is sikerült rajongókat szerezniük.
Manapság a videójáték betétdalokat meg lehet vásárolni CD-ken és iTunes Store-on is. Sok előadó játékzenék éneklésével indítja be a karrierjét, de már befutott énekesek is előadnak ebben a műfajban, például Utada Hikaru, Mizuki Nana és BoA.